# Bunuri mobile din domeniul numismatică clasate în patrimoniul cultural național al României aflate în județul Timiș
Acestă listă conține bunurile mobile din domeniul numismatică clasate în Patrimoniul cultural național al României aflate la momentul clasării în județul Timiș.

## Tezaur
| Foto | Informații generale | Detalii tehnice                                 | Descriere | Deținător                   | Legături |
| ---- | ------------------- | ----------------------------------------------- | --- | --------------------------- | -------- |
|      | 3 Mărci             | Datare: 1917 Școală: Berlin Material: argint    | Descriere avers: Cap spre stânga, dedesupt ramură de lauri Descriere revers: Acvila imperială încoronată spre stânga, pe piept stema Hessen - Darmstadt Legendă revers: DEUTSCHES REICH 1917 * DREI MARK *       | Colecții particulare, Timiș | Cimec    |
|      | 3 Mărci             | Datare: 1918 Școală: München Material: argint   | Descriere avers: Busturile acolate spre dreapta, dedesubt ramură de lauri Descriere revers: Acvila imperială încoronată spre stânga, pe piept stema imperială Legendă revers: DEUTSCHES REICH 1918 * DREI MARK * | Colecții particulare, Timiș | Cimec    |
|      | 5 lei               | Datare: 1885 Școală: București Material: argint | Descriere avers: Capul lui Carol I spre stânga Descriere revers: Stema României Legendă revers: 5 – L // B 1885; spic                                                                                            | Colecții particulare, Timiș | Cimec    |

## Fond
| Foto | Informații generale | Detalii tehnice                                                                                    | Descriere | Deținător                   | Legături |
| ---- | ------------------- | -------------------------------------------------------------------------------------------------- | --- | --------------------------- | -------- |
|      | Denar               | Datare: 183 Descoperit: jud. TIMIȘ, TIMIȘOARA Material: bronz                                      | Descriere avers: Efigie laureată spre dreapta Descriere revers: Providentia spre dreapta, în mâna stângă un sceptru, în dreapta o nuia, la picioarul drept un glob. Legendă revers: TR P VIII (IMP) – VI COS IIII (P P) | Muzeul Banatului, Timișoara | Cimec    |
|      | 5 guldeni           | Datare: 1 mai 1849 Școală: Tipografia Beichel sau Veigl, Timișoara Material: hârtie                | Descriere revers: Fără tipar | Muzeul Banatului, Timișoara | Cimec    |
|      | 10 guldeni          | Datare: 1 mai 1849 Școală: Tipografia Beichel sau Veigl, Timișoara Material: hârtie                | Descriere revers: Fără tipar | Muzeul Banatului, Timișoara | Cimec    |
|      | 10 filleri          | Datare: 1 decembrie 1919 Școală: Litografia Csendes, Timișoara Material: hârtie                    | Descriere avers: Chenar din motive vegetale; în interior, în centru, figura lui Mercur cu cască cu aripi, încadrat de o parte și de alta de câte un cartuș cu: 10 / fileri. Descriere revers: Chenar din motive vegetale, în cele patru colțuri câte un medalion cu cifra 10; în interior, în centru, medalion cu cifra 10; dedesubt, cartuș cu inscripția: Fileri; în stânga medalionului textul legendei. Legendă revers: Asignată / pe care / Cassieria / orașului / Timișoara / în timp / de 2 luni / dela data - (în dreapta): ce se va fixa / o schimbă / în bani / legali / Timișoara / 1. Decemvre / 1919. | Muzeul Banatului, Timișoara | Cimec    |
|      | 20 filleri          | Datare: 1 decembrie 1919 Școală: Litografia Csendes, Timișoara Material: hârtie                    | Descriere avers: Chenar din motive vegetale; în interior, în centru, figura lui Mercur cu cască cu aripi, încadrat de o parte și de alta de câte un cartuș cu: 20 / fileri. Descriere revers: Chenar din motive vegetale, în cele patru colțuri câte un medalion cu cifra 20; în interior, în centru, medalion cu cifra 20; dedesubt, cartuș cu inscripția: Fileri; în stânga medalionului textul legendei. Legendă revers: Asignată / pe care / Cassieria / orașului / Timișoara / în timp / de 2 luni / dela data - (în dreapta): ce se va fixa / o schimbă / în bani / legali / Timișoara / 1. Decemvre / 1919. | Muzeul Banatului, Timișoara | Cimec    |
|      | 50 filleri          | Datare: 1 decembrie 1919 Școală: Litografia Csendes, Timișoara Material: hârtie                    | Descriere avers: Chenar din motive vegetale; în interior, în centru, figura lui Mercur cu cască cu aripi, încadrat de o parte și de alta de câte un cartuș cu: 50 / fileri. Descriere revers: Chenar din motive vegetale, în cele patru colțuri câte un medalion cu cifra 50; în interior, în centru, medalion cu cifra 50; dedesubt, cartuș cu inscripția: Fileri; în stânga medalionului textul legendei. Legendă revers: Asignată / pe care / Cassieria / orașului / Timișoara / în timp / de 2 luni / dela data - (în dreapta): ce se va fixa / o schimbă / în bani / legali / Timișoara / 1. Decemvre / 1919. | Muzeul Banatului, Timișoara | Cimec    |
|      | Dinar               | Datare: 1330 Școală: Kremnitz Descoperit: jud. Timiș, TIMIȘOARA, Castelul Huniade Material: argint | Descriere avers: În centru coroana regală, cerc interior, legendă circulară. Descriere revers: Figură de înger îngenuncheat cu fața spre dreapta (heraldic). | Muzeul Banatului, Timișoara | Cimec    |